# Oslofjord
Oslofjord je záliv ve východním Norsku který se rozprostírá mezi průlivem Skagerrak a norským hlavním městem Oslo. Ústí do něj dvě největší norské řeky: Glomma a Drammenselva. Jméno Oslofjord je novodobé, v době vikinské byl nazýván Fold nebo Foldin „široký, otevřený“, z čehož vychází jména přilehlých krajů Vestfold a Østfold, v královských ságách byl nazýván Viken. Oslofjord je významnou tepnou pro nákladní dopravu a přívozy a také důležitou rekreační oblastí využívanou na koupání, pro rekreační lodě, rybaření a chataření. V rámci Oslo probíhá na počátku 21. století revitalizační projekt Fjordbyen jehož cílem je otevření se města směrem k fjordu.
Dělí se na vnější Oslofjord mezi majákem Færder na jihozápadě, Fredrikstadem na jihovýchodě a poloostrovem Hurumlandet na severu, u kterého se dělí na vnitřní Oslofjord a  Drammensfjord. Vnější část je široká zhruba deset až dvacet kilometrů, vnitřní tři až pět kilometrů, v úžině u Drøbaku pak jen zhruba jeden kilometr. Délka fjordu počítaná mezi majákem Færder a Oslo je zhruba sto kilometrů. K nejvýznamnějším ostrovům patří Jeløya nedaleko města Moss.